# Shota Nonikashvili
Shota Nonikashvili (in georgiano შოთა ნონიკაშვილი?; Tbilisi, 10 gennaio 2001) è un calciatore georgiano, centrocampista dell'LNZ Čerkasy.

## Carriera

### Club
Nonikashvili è cresciuto nel settore giovanile dell'Iberia 1999, al tempo denominata Saburtalo Tbilisi, ed ha debuttato in prima squadra il 13 settembre 2020 nell'incontro di Erovnuli Liga pareggiato 0-0 contro il Merani Tbilisi. Ha segnato il suo primo gol il 14 marzo dell'anno seguente nella trasferta persa 4-3 contro la Dinamo Tbilisi.
Il 23 agosto 2024, ha lasciato il club georgiano dopo 122 presenze e 33 reti segnate, per trasferirsi in Ucraina all'LNZ Čerkasy, club della prima divisione locale.

### Nazionale
Ha giocato nelle nazionali giovanili georgiane Under-17 ed Under-19.
Il 7 settembre 2024 ha esordito con la nazionale maggiore nel successo per 4-1 in Nations League contro la Rep. Ceca.

## Statistiche

### Presenze e reti nei club
Statistiche aggiornate al 7 settembre 2024.
| Stagione           | Squadra            | Campionato         | Campionato | Campionato | Coppe nazionali | Coppe nazionali | Coppe nazionali | Coppe continentali | Coppe continentali | Coppe continentali | Altre coppe | Altre coppe | Altre coppe | Totale | Totale |
| Stagione           | Squadra            | Comp               | Pres       | Reti       | Comp            | Pres            | Reti            | Comp               | Pres               | Reti               | Comp        | Pres        | Reti        | Pres   | Reti   |
| ------------------ | ------------------ | ------------------ | ---------- | ---------- | --------------- | --------------- | --------------- | ------------------ | ------------------ | ------------------ | ----------- | ----------- | ----------- | ------ | ------ |
| 2020               | Iberia 1999        | EL                 | 2          | 0          | CG              | 0               | 0               | UEL                | 0                  | 0                  | SG          | 0           | 0           | 2      | 0      |
| 2021               | Iberia 1999        | EL                 | 29         | 4          | CG              | 4               | 1               | -                  | -                  | -                  | -           | -           | -           | 33     | 5      |
| 2022               | Iberia 1999        | EL                 | 26         | 5          | CG              | 2               | 0               | -                  | -                  | -                  | SG          | 1           | 0           | 29     | 5      |
| 2023               | Iberia 1999        | EL                 | 25         | 3          | CG              | 5               | 1               | UECL               | 4                  | 0                  | -           | -           | -           | 34     | 4      |
| 2024               | Iberia 1999        | EL                 | 17         | 8          | CG              | 1               | 0               | UECL               | 4                  | 1                  | SG          | 2           | 1           | 24     | 10     |
| Totale Iberia 1999 | Totale Iberia 1999 | Totale Iberia 1999 | 99         | 29         |                 | 12              | 2               |                    | 8                  | 1                  |             | 3           | 1           | 122    | 33     |
| 2024-2025          | LNZ Čerkasy        | PL                 | 2          | 0          | CU              | 0               | 0               | -                  | -                  | -                  | -           | -           | -           | 2      | 0      |
| Totale carriera    | Totale carriera    | Totale carriera    | 101        | 29         |                 | 12              | 2               |                    | 8                  | 1                  |             | 3           | 1           | 124    | 33     |

### Cronologia presenze e reti in nazionale
| Cronologia completa delle presenze e delle reti in nazionale ― Georgia | Cronologia completa delle presenze e delle reti in nazionale ― Georgia | Cronologia completa delle presenze e delle reti in nazionale ― Georgia | Cronologia completa delle presenze e delle reti in nazionale ― Georgia | Cronologia completa delle presenze e delle reti in nazionale ― Georgia | Cronologia completa delle presenze e delle reti in nazionale ― Georgia | Cronologia completa delle presenze e delle reti in nazionale ― Georgia | Cronologia completa delle presenze e delle reti in nazionale ― Georgia |
| Data                                                                   | Città                                                                  | In casa                                                                | Risultato                                                              | Ospiti                                                                 | Competizione                                                           | Reti                                                                   | Note                                                                   |
| ---------------------------------------------------------------------- | ---------------------------------------------------------------------- | ---------------------------------------------------------------------- | ---------------------------------------------------------------------- | ---------------------------------------------------------------------- | ---------------------------------------------------------------------- | ---------------------------------------------------------------------- | ---------------------------------------------------------------------- |
| 7-9-2024                                                               | Tbilisi                                                                | Georgia                                                                | 4 – 1                                                                  | Rep. Ceca                                                              | UEFA Nations League 2024-2025 - 1º turno                               | -                                                                      | 75’ 86’                                                                |
| 5-6-2025                                                               | Tbilisi                                                                | Georgia                                                                | 1 – 0                                                                  | Fær Øer                                                                | Amichevole                                                             | -                                                                      | 79’                                                                    |
| Totale                                                                 |                                                                        | Presenze                                                               | 2                                                                      |                                                                        | Reti                                                                   | 0                                                                      |                                                                        |

## Palmarès

### Club

#### Competizioni nazionali
- Sakartvelos tasi: 2

Saburtalo Tbilisi: 2021, 2023
- Supercoppa di Georgia: 1

Saburtalo Tbilisi: 2020